# 六號西桑福德鎮區 (北卡羅萊納州李縣)
六號西桑福德鎮區（英語：Township 6, West Sanford）是位於美國北卡羅萊納州李縣的一個鎮區。

## 地方資料
六號西桑福德鎮區的面積為99.97平方千米，皆為陸地。根據2020年美國人口普查的數據，當地共有人口18819人，而人口密度為每平方千米188.25人。